# Calotes calotes
Espèce
Synonymes
- Lacerta calotes Linnaeus, 1758
- Agama lineata Kuhl, 1820
- Agama ophiomachus Merrem, 1820

Calotes calotes est une espèce de sauriens de la famille des Agamidae.

## Répartition
Cette espèce se rencontre en Inde et au Sri Lanka.

## Publication originale
- Linnaeus, 1758 : Systema naturae per regna tria naturae, secundum classes, ordines, genera, species, cum characteribus, differentiis, synonymis, locis, ed. 10 (texte intégral).